# Ligne nouvelle Provence Côte d'Azur
 (juin 2019).
La Ligne Nouvelle Provence Côte d'Azur, ou LNPCA, est un projet ferroviaire français consistant en la construction de nouvelles infrastructures et l'amélioration de celles existantes afin d'améliorer l'offre ferroviaire et les temps de parcours dans la région Provence-Alpes-Côte d'Azur. Le projet vise dans un premier temps à désaturer les nœuds ferroviaires de Marseille, de Toulon et de la Côte d'Azur pour répondre aux besoins de transports de ces aires métropolitaines et à améliorer les conditions d’exploitation et de robustesse du réseau existant.
Dans un second temps, elle ambitionne de développer de nouvelles infrastructures ferroviaires pour améliorer les liaisons au sein de la région Provence-Alpes-Côte d'Azur et contribuer à la construction d’un arc ferroviaire méditerranéen.
Ainsi, le projet est découpé en quatre phases. Les opérations des phases 1 et 2 devraient être mises en service d’ici l’horizon 2035, avant d’envisager la réalisation de sections de lignes nouvelles dans des phases 3 et 4. Les premiers travaux doivent débuter en 2025,.

## Contexte du projet
Mise en service entre 1858 et 1872, la ligne ferroviaire qui relie Marseille à Vintimille s'étire sur environ 259 kilomètres. Composée de deux voies (trois de Marseille à Aubagne et d'Antibes à Cagnes-sur-Mer), cette ligne historique n'a connu que des modernisations limitées depuis sa création. Aujourd'hui, près de 150 trains, tous sens et tous types confondus (TER, omnibus, trains de marchandises…), empruntent chaque jour cette ligne à des vitesses différentes. Aujourd'hui d'ailleurs, la région Provence Alpes Côte d'Azur dispose du plus petit linéaire de voie ferrée par habitant en France (2,5 kilomètres contre 5,75 en moyenne, hors Île-de-France),.

## Présentation du projet

### Phases 1 et 2

#### Objectifs
Les phases 1 et 2 du projet visent à augmenter le nombre de circulations ferroviaires quotidiennes de l'ordre de +66%, permettant ainsi la création de 3 RER métropolitains autour des aires urbaines d'Aix-Marseille, de Toulon et de Nice et la Côte d'Azur. En outre la mise en œuvre du projet permettra une réduction des temps de parcours.

#### Aménagements[3],[7]
Ces objectifs vont être atteints grâce à plusieurs aménagements. Si la plupart resteront discrets à la vue du grand public tels que l'installation de l'ERTMS 3 (qui supprimera toute signalisation sur les bords de voie) ou encore la suppression des passages à niveaux piétons, d'autres seront beaucoup plus visibles de tous, notamment la construction d'une nouvelle gare traversante souterraine à Marseille, ou encore la mise à 4 voies de très nombreuses gares sur la ligne.

##### Phase 1
La phase 1 est centrée sur les aménagements autour de Toulon, tel que l'aménagement d'une dénivellation à la bifurcation de la ligne d’Hyères, supprimant le cisaillement des voies entre les lignes de Marseille - Vintimille et de la Pauline - Hyères, ou encore l'aménagement de sites permettant aux futurs navettes du RER toulonnais de repartir dans le sens inverse.
Néanmoins, cette phase n'est pas cantonnée à Toulon, avec notamment le développement de la gare de Nice-Aéroport et le doublement des voies de la Ligne de l'Estaque à Marseille-Saint-Charles. Cette phase contient également l'aménagement de 2 sites de remisage de TER à La Blancarde et Arenc, la réorganisation des voies vers l'ouest de Marseille Saint-Charles.

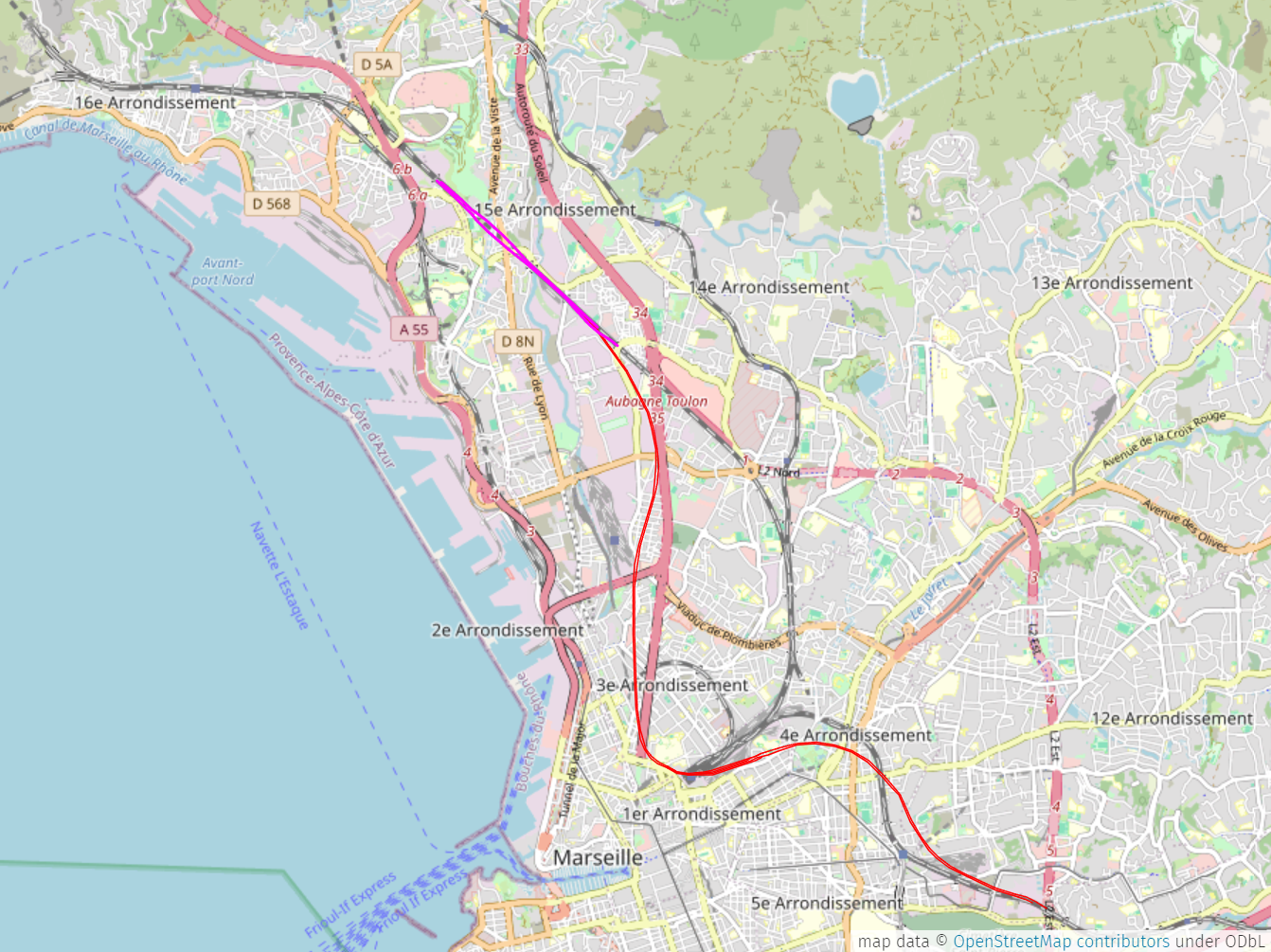
Traversée de Marseille (en rouge le tunnel et la gare souterraine, en violet la liaison LGV-Tunnel) Cliquez pour zoomer

##### Phase 2
Cette seconde phase a pour élément principal la traversée en tunnel de Marseille et la création de 2 nouvelles voies entre ce dernier et le tunnel de Marseille pour éviter une rupture de flux. Cependant, il y aura également la rénovation de la gare en surface avec l'ajout de voies et la reconfiguration des voies au départ de Marseille vers l'est. La phase 2 contient par ailleurs l'aménagement de gares, la dénivellation du raccordement avec la ligne vers Grasse, et la création de voies de remisage à Nice-Saint-Roch.

#### Calendrier
L'ERTMS a commencé à être déployé en 2024, et vu que le niveau 3 reste en développement aujourd'hui, sa mise en service est prévue progressivement à partir de 2027.
La déclaration d'utilité publique pour les 2 phases a été signée en 2023, ce qui permet à la phase 1 de débuter en 2025 pour s'achever dans sa totalité vers 2030.
La phase 2 devrait commencer en 2027, bien qu'aujourd'hui aucune date de fin précise ne soit actuellement annoncée officiellement, le COI 2024 la prévoit aux alentours de 2035.

#### Conséquences[3],[7]

##### Étoile ferroviaire de Marseille
- Le doublement de l’offre TER sur le corridor ouest.
- Le passage de 2 à 3 TER par heure et par sens omnibus entre Marseille et Aubagne.
- La création des liaisons diamétrales TER entre le nord (Avignon, Vitrolles Aéroport Marseille Provence…) et l’est (Aubagne et Toulon) de l’agglomération.
- La réduction de 15 à 20 minutes le temps de parcours de 20 000 trains par an.
- Une fréquence, conditionnée par des projets complémentaires, sur Marseille - Aix - Rognac de 6 TER par heure et par sens et sur la Côte Bleue de 4 TER par heure et sens.

##### Zone toulonnaise
- Une fréquence de 6 TER par heure et par sens entre Saint- Cyr-Les-Lecques et Toulon, avec 2 TER prolongés vers Carnoules/Les Arcs et 2 TER vers Hyères.
- 2 TER semi-directs par heure et par sens entre Toulon et Vitrolles-Aéroport-Marseille-Provence.

##### Nœud ferroviaire azuréen
Dans les Alpes-Maritimes, le projet permettra de fortement renforcer la fiabilité du réseau azuréen, le plus fréquenté de France hors Île-de-France. Il permettra ainsi :
- Le passage de 3,5 à 6 TER par heure et par sens cadencés entre Cannes et Menton.
- 3 TAGV (trains aptes à la grande vitesse) ou TER intervilles possibles par heure et par sens (contre 1,5 aujourd'hui).
- L'arrêt de tous les TAGV et TER intervilles en gare de Nice Aéroport.

### Phases 3 et 4
Ces deux phases, qui consistent en fait à la création de la ligne nouvelle proprement dite, consistent respectivement en un contournement ferroviaire à grande vitesse de l'agglomération de Cannes vers Nice, et en une LGV Marseille-Toulon-Cannes.
Aujourd'hui, elles n'ont pas fait l'objet d'études de tracé car devant se réaliser au mieux à partir de 2040. Elles devront donc également faire l'objet d'un nouveau débat public.

## Historique du projet[12]

### 2005-2013: Du débat public à la LNPCA
Un premier projet de ligne à grande vitesse reliant la région de Marseille à la Côte d'Azur, dénommé « branche Côte d'Azur », prévu dans le projet LGV Méditerranée a été abandonné dans les années 1990.
Dans tous les tracés proposés, le relief accidenté ou l'urbanisation diffuse autour des grandes agglomérations vont contraindre la ligne nouvelle à être enterrée sur un grand nombre de kilomètres, en particulier dans les Alpes-Maritimes.

#### 2005-2009: du débat public au choix du scénario des Métropoles du sud
Un projet spécifique s'est donc constitué dans les années 2000 sous le nom de LGV Provence-Alpes-Côte d'Azur.
Il a fait l'objet d'un débat public en 2005, comme cela est le cas pour tout projet important d'aménagement du territoire.
Des études complémentaires sont ensuite menées jusqu'en 2008 selon différents scénarios, mais ne permettent pas d'aboutir à un consensus pour prendre une décision, initialement annoncée pour fin octobre 2008.
Le tracé de la LGV PACA est le sujet d'une polémique entre les élus des villes concernées, la région Provence-Alpes-Côte d'Azur et l'État. Trois options sont posées, correspondant à 14 fuseaux possibles. Dont deux fuseaux issus des deux premières options prévalent :
|                                          | Fuseaux LGV Côte d'Azur Sud-Arbois | Fuseaux Métropoles du sud Toulon-Est |
| ---------------------------------------- | ---------------------------------- | ------------------------------------ |
| LGV à construire                         | 160 km                             | 180 km                               |
| Coût                                     | 8 milliards d'euros                | 15 milliards d'euros                 |
| Meilleurs temps de parcours (Paris-Nice) | 3 h 40                             | 3 h 50                               |
| Taux de rentabilité interne              | 4,6 %                              | 4,8 %                                |
| Gain de trafic potentiel                 | 3,8 millions                       | 5,4 millions                         |

Le 29 juin 2009, le ministre de l'Écologie Jean-Louis Borloo annonce le tracé retenu, qui est celui des métropoles du sud.
Une mission de médiation, conduite par un médiateur nommé par le gouvernement, Yves Cousquer, remet son rapport le 29 juin 2009 : le gouvernement a tranché alors pour le scénario « Métropoles du Sud ».

##### Les autres tracés auparavant envisagés

###### LGV Côte d'Azur
Dite aussi centre Var ou tracé Nord, la ligne traverserait le Var par l'intérieur des terres, en suivant l'A8 et la dépression de l'Argens. Ce tracé permettrait des liaisons plus rapides entre Paris et Nice (en 3 h 40 environ). RFF évalue son coût à plus de 8 milliards d'euros. Les études menées par le gestionnaire d'infrastructure ont montré qu'un raccord était faisable au sud-ouest d'Aix-en-Provence pour assurer des liaisons entre Marseille et Nice en un peu plus d'une heure par la LGV.
Toulon serait à l'écart de ce tracé et la ville resterait reliée à l'actuelle LGV via Marseille par la ligne classique en 40 minutes environ.
Ce projet est le moins coûteux, mais il est critiqué car il privilégie une liaison directe entre Nice et Paris au détriment des liaisons entre Nice, Toulon et Marseille. Or ces trois métropoles sont mal reliées entre elles tandis que Nice est déjà bien reliée à Paris par des liaisons aériennes fréquentes (1 h 30 en avion), même si la ville reste néanmoins très mal desservie par le train (5 h 35 de trajet environ).

###### LGV des solutions alternatives
Celle-ci s'appuie sur le réseau existant, en mettant en priorité les déplacements quotidiens en améliorant les liaisons régionales, la limitation des coûts environnementaux et financiers est le principal avantage au prix d’un objectif final moins ambitieux sur le temps de parcours Paris-Nice. Des tronçons nouveaux en LGV seraient construits au cas par cas. Cette option principalement défendue par des anti-TGV, n'a que très peu d'écho parmi les politiques et les fuseaux projetés sont proches de l'option Côte d'Azur et est de fait quasiment abandonnée. Deux scénarios ont été avancés.

#### 2011-2013: de la LGV PACA à la LNPCA
La ligne doit passer par les métropoles les plus importantes de la région (Marseille, Toulon, Cannes, Grasse (via la future gare Ouest Alpes-Maritimes située dans le quartier Saint-Martin de Mougins-Ouest) et Nice). Par cette desserte en chapelet, à l'instar de la ligne historique, cette solution a séduit à la fois les élus et les associations d'usagers de transport. Elle a notamment l'avantage de réellement désengorger la ligne actuelle en permettant des liaisons régionales entre les principales villes par la LGV et en libérant la ligne historique pour les dessertes locales.
Mais elle a l'inconvénient de passer dans des zones densément peuplées et au relief accidenté. RFF estime surtout le coût de cette variante à plus de 11 milliards d'euros. La desserte de Toulon peut se faire soit par la gare centrale, soit par une gare bis située près de Cuers. Un tunnel devrait également être construit dans Marseille.
La LGV devait finalement constituer un élément majeur d'un système ferroviaire global performant pour la région Provence-Alpes-Côte d'Azur, et donner la priorité aux trains du quotidien (TER). De nouvelles études et un nouveau processus de concertation ont été lancés, et en 2011, après plusieurs étapes de sélection/élimination, 4 scénarios ont été présentés au public (1 : « le plus proche des centres », 2 : « le plus rapide », 3 : « le moins cher », 4 : « le plus maillé »).
En 2013, une décision ministérielle a confirmé l'orientation d'une ligne nouvelle dédiée en priorité aux trains du quotidien et a phasé le projet en 2 priorités:
- En priorité 1 (horizon 2030), la désaturation des nœuds ferroviaires de Marseille et de Nice
- En priorité 2 (au-delà de 2030), les tronçons de ligne nouvelle entre Aubagne et Toulon et Le Muy et la Vallée de la Siagne.

#### Les éléments du débat
Le tracé par le centre du Var est décrié par de nombreux élus et associations dans le Var et les Bouches-du-Rhône car il laisse Toulon complètement à l'écart de la ligne nouvelle et traverse des zones où l'opposition des viticulteurs locaux est forte. Il a cependant longtemps eu la préférence des élus des Alpes-Maritimes.
Fin 2006, le tracé dit des « métropoles du sud » avait les faveurs de la plupart des élus politiques pro-TAGV de la région : celui-ci a en effet pour avantage de garantir une bonne desserte entre les aires urbaines de Nice, Cannes, Fréjus, Toulon et Marseille (une ligne actuellement très fréquentée et effectuée par les Corail/ TER).
Le 14 janvier 2008, le Premier ministre François Fillon annonce que « le projet de LGV PACA, fait partie [...] des 2000 km de nouvelles LGV décidés lors du Grenelle de l'environnement » et que le choix du tracé définitif « sera arrêté à la mi-2008 à l'issue des études conduites par RFF ». Dans son édition du 4 juin 2008, le journal Marseille l'hebdo rapporte que Michel Sappin, le préfet de région, se prononce au vu des dernières études pour le tracé du centre-Var, le moins coûteux. Une position aussitôt dénoncée par Jean-Claude Gaudin, maire UMP de Marseille, qui est pourtant revenu sur sa position par la suite.
Le ministre des transports avait annoncé une décision sur le choix du tracé fin octobre 2008, mais après une réunion organisé le 11 février 2008, le choix du tracé a été renvoyé au 30 juin 2009. Un troisième tracé plus au nord avait également été évoqué, mais c'est finalement bien le tracé des « métropoles du sud » qui a été retenu, annoncé par le ministre de l'écologie Jean-Louis Borloo le 29 juin 2009.
Au début de 2010, le président de la Chambre de commerce et d'industrie (CCI 06), Dominique Estève, propose que la ligne à grande vitesse passe par l'Italie, afin que la Principauté de Monaco (sur le trajet entre Nice et l’Italie) participe au montage financier, les villes de l'ouest des Alpes-Maritimes ne semblant pas prêtes à soutenir et financer la LGV PACA.
Fin 2010, avant de quitter ses fonctions de préfet de région, Michel Sappin se dit très pessimiste sur le devenir de la ligne. Pourtant, cette ligne, très attendue des élus et hommes d'affaires, serait rentable, avec un trafic estimé fin 2010 à quarante millions de voyageurs par an. Le potentiel de trafic se monterait à 110 millions de passagers à l'horizon 2040. Toutefois, le projet nécessite de trouver les financements, estimés au minimum à 15 et 20 milliards d’euros pour le tracé des « métropoles », préféré par les élus au tracé nord pourtant nettement moins onéreux, dans un contexte économique difficile pour l'État et les collectivités locales. Ce constat pousse le maire de Marseille, Jean-Claude Gaudin, à se montrer peu optimiste quant à la réalisation de cette ligne, estimant en janvier 2011 qu'elle ne se ferait peut-être jamais.
Le 10 janvier 2011, le maire de Nice Christian Estrosi, annonce l'étude d'un projet de ligne nouvelle reliant Nice à Gênes puis Milan, en raison du surcoût et de la lenteur du projet de LGV PACA dont l'ouverture n'est plus prévue avant 2035 en raison des tergiversations des élus et de son coût considérable. Cette ligne mettrait Gênes à 2 heures de Nice à l'horizon 2020, au lieu de 3 h 15 en 2011. L'objectif est de relier à terme Nice à Milan en 3 h 30. En effet, en Italie, la ligne Gênes - Vintimille est en cours de modernisation progressive avec la construction de nouvelles sections de ligne à double voie autorisées à 200 km/h. Elles permettent d'améliorer la vitesse et le débit de la ligne, le tracé historique comportant de nombreuses sections à voie unique et au tracé difficile, limitant généralement la vitesse à 80-90 km/h,.
C'est ce qui a motivé le maire de Nice à signer un accord avec son homologue génois, afin de moderniser la ligne Nice-Vintimille. Les travaux pourraient débuter en 2013 ; toutefois ils passeraient nécessairement, comme du côté italien, par la reconstruction de plusieurs tronçons, l'itinéraire actuel étant trop saturé et trop sinueux pour en augmenter significativement la vitesse de fond.

### 2013-2018: de la Commission Mobilité 21 au Conseil d’Orientation des Infrastructures

#### 2013-2015: la validation des zones de passages préférentielles
De 2014 à 2016, plusieurs consultations et une concertation publique se sont déroulées pour définir et soumettre à l'avis de la population les zones de passages préférentielles et les aménagements prévus.
Le 27 juin 2013, la commission Mobilité 21 constate l’évolution du projet de LGV vers une ligne nouvelle, réalisable par étapes.
Le 21 octobre 2013, décision ministérielle demandant :
1. - La réalisation prioritaire du traitement des nœuds ferroviaires marseillais et azuréen, de Nice à la ligne Cannes – Grasse.
2. - Une proposition de mesures conservatoires afin de préserver la possibilité de réaliser, au-delà de 2030, la section entre Aubagne et Toulon, et la section entre la ligne Cannes - Grasse et le secteur du Muy.

En automne 2013, plusieurs réunions d'information et de consultation des élus, puis du public, sur la zone de passage préférentielle (ZPP) de la priorité 1 du projet de l’époque ont lieu, avant de porter sur la zone de passage préférentielle de priorité 2 au printemps 2014.
Le 7 mai 2014, une décision ministérielle valida la ZPP de la priorité 1 pour le traitement des nœuds ferroviaires marseillais et azuréen.
En juillet 2014, la fin de la première phase des études a lieu. Le comité de pilotage lança alors la phase 2 des études préalables à l’enquête d’utilité publique et la ZPP à proposer au ministre sur les sections de priorité 2 fut validée. La décision ministérielle sur la zone de passage préférentielle de la priorité 2 eu lieu le 13 avril 2015.
Le 2 septembre 2015, la Commission nationale du débat public prit la décision de ne pas organiser un nouveau débat public mais de poursuivre le processus de concertation sous l’égide du garant Philippe Quevremont.

#### 2016-2017: la concertation sur les variantes de gares et de tracés de la priorité 1
La concertation publique sur les variantes de tracés et de gares de la priorité 1 a eu lieu d'octobre 2016 à janvier 2017.
En 2017, au regard du bilan de la concertation, une décision ministérielle a demandé à SNCF Réseau de :
- réaliser des études d'approfondissement sur la base des tracés retenus
- étudier 2 nouvelles options issues de la concertation (la création d'une gare TER/TAGV à Cannes la Bocca et la réalisation d'un passage en tunnel dans la Vallée de l'Huveaune
- envisager une solution de création de gare à Sophia-Antipolis (site des Clausonnes)

#### 2017: le Conseil d’Orientation des Infrastructures
Le 1er juillet 2017, Emmanuel Macron ordonne une pause dans les grands projets et annonce la préparation d'une Loi d'orientation des mobilités. Pour préparer cette loi, il fait organiser les Assises nationales de la Mobilité et met en place un Conseil d'orientation des infrastructures. Ce comité rend, en février 2018, un rapport sur la Ligne nouvelle Provence Côte d'Azur organisant désormais le projet en quatre phases distinctes, :
- La phase 1 vise des objectifs de service, centrés sur l’amélioration de la robustesse et une desserte renforcée du territoire, dans le nœud ferroviaire marseillais, autour de Toulon et à Nice Aéroport. Elle contribue également aux objectifs d'augmentation de capacités TER de la phase 2, à laquelle elle est liée.
- La phase 2 a pour objectif de franchir, pour les TER, un seuil d’augmentation de capacité et de robustesse majeur pour le nœud ferroviaire marseillais ainsi qu’un doublement de capacité sur le nœud ferroviaire azuréen pour les trains du quotidien. Des dessertes cadencées, fiables et fréquentes seront en place sur les trois métropoles et les temps de parcours pour les 20 000 trains traversant Marseille chaque année (depuis ou vers Toulon et Nice) seront réduits de 15 minutes.
- La phase 3 permet de franchir un deuxième seuil d’augmentation de capacité sur le long terme pour le nœud ferroviaire azuréen et crée de nouvelles dessertes TER et TAGV dans les Alpes-Maritimes : Cannes et Sophia Antipolis ;
- La phase 4 augmente la capacité entre Marseille et Vintimille et diminue les temps de parcours sur l’axe par la création de sections de ligne nouvelle, là où il n'est pas possible d'utiliser la voie existante.

Une visite du Comité d’orientation des infrastructures (COI) a lieu en janvier 2018, à Nice, dans le cadre de son travail d'évaluation du projet LNPCA, avec une expression unanime des élus et acteurs socio-économiques présents en faveur du projet lors des auditions.
Le 1er février 2018, une remise des propositions du COI a lieu avec notamment l'affichage d'une priorité aux transports du quotidien et à l’entretien et la modernisation des réseaux ferroviaires existants.

### Depuis 2018: lancement de l'enquête publique et concrétisation
Le 4 mars 2019, une nouvelle décision ministérielle réaffirme la nécessité de traitement des nœuds ferroviaires comme première étape. Elle prévoit aussi le déploiement coordonné de l'ERTMS avec la réalisation de la LNPCA (dispositif européen embarqué de signalisation), destiné à réduire l'espacement entre les trains sur l'axe Marseille-Vintimille, avec la LNPCA, afin d’apporter une amélioration sensible de la robustesse des circulations.
La concertation publique portant sur les phases 1 et 2 du projet LNPCA fut lancée le 12 juin 2019,.
La décision ministérielle demande également à SNCF Réseau de ne pas poursuivre les études sur la variante en tunnel dans la vallée de l'Huveaune et de concerter sur les aménagements des phases 1 et 2 de manière à pouvoir présenter un dossier ministériel qui intègre le bilan de cette concertation à l’automne 2019.
Le 7 juin 2021, une décision ministérielle valida le programme des opérations constitutives des phases 1 et 2 du projet et confirmant le lancement de l'enquête publique au début de 2022. L'enquête se déroula du 1er janvier au 28 février 2022.
Le 6 juillet 2022, la Société de la Ligne Nouvelle Provence Côte d’Azur (SLNPCA), l'établissement public chargé de la réalisation du projet, a été créée.
Le 13 octobre 2022, les préfets des trois départements des Bouches-du-Rhône, du Var et des Alpes-Maritimes ont signé la déclaration d'utilité publique (DUP) du projet des phases 1 et 2 LNPCA, officialisée par le ministre délégué chargé des Transports, Clément Beaune,.
Le COI de 2023 reporte les phases 3 et 4 à l'horizon 2040.

## Perspectives sur les sections de lignes nouvelles
(janvier 2009).
Avec ce projet, la construction de nouvelles gares, avec correspondances TER (fort souhait des habitants), est évoquée :
- À Marseille, une extension souterraine est prévue sous la gare Saint-Charles (gare routière internationale, métro, bus, cars interurbains) disposant de 4 voies à quai[41].
- À Toulon, la desserte peut se faire soit par Centre, soit par La Pauline, soit par Cuers. La gare de Cuers est décriée car éloignée du centre-ville ; le risque est donc l'urbanisation forte de ce secteur au détriment du centre. Une gare au Centre est intéressante pour Toulon mais pénalise le parcours Paris-Nice, enjeu capital au même titre que la desserte régionale. Une gare à La Pauline n'est même pas un bon compromis, même si elle pourrait permettre la desserte du Centre par TER cadencés en 10 minutes, ainsi que de Cuers et Hyères à 10 minutes également car elle présente des difficultés techniques et environnementales (arrivée des lignes, gare en estacade, zone inondable, accès routiers engorgés, éloignement des Toulonnais de l'ouest notamment).
- Dans l'est du Var, deux possibilités : une gare à l'emplacement de la gare actuelle des Arcs : cette gare permettrait une correspondance TER vers Draguignan (à mettre en place) ; ou encore une gare au Muy, un peu plus à l'est : cette gare serait plus proche de l'aire urbaine de Fréjus/Saint Raphaël, et plus accessible par la route (notamment pour la desserte de l'A8 et du golfe de Saint-Tropez).
- Dans l'ouest des Alpes-Maritimes, une gare sur la ligne Cannes - Grasse à Mougins Ouest, quartier Saint-Martin : cette gare s'inscrirait dans un triangle Cannes - Sophia Antipolis - Grasse, aire densément peuplée et avec de nombreux emplois. Une correspondance TER est envisagée là aussi.
- À Nice enfin, la desserte d'un pôle multimodal : la gare de Nice-Saint-Augustin, jouxtant l'aéroport et l'Arénas (premier quartier d'affaires de Nice), avec connexion aux lignes 2 et 3 du tramway de Nice, est une certitude. La plaine du Var serait ainsi très bien desservie. Il est également prévu que les TGV continuent jusqu'à la gare de Nice, gare terminus en première phase (la deuxième phase continuant vers l'Italie), afin de conserver la desserte du centre-ville, pôle aussi important que Saint-Augustin en matière d'emplois et de logements.

## Financement
Selon un communiqué du comité régional du tourisme de la région PACA, le financement est assuré à 40 % par l’État, 40 % par les collectivités locales et 20% par l’Union Européenne. Le coût des deux premières phases (sur 4) est évalué à 3,5 milliards d’euros. À la fin du mois de décembre 2022, la loi de Finances 2023 votée par le Parlement crée une taxe additionnelle à la taxe de séjour d’un montant de 34 %. Elle s’applique à toutes les nuitées touristiques soumises à la taxe de séjour dans les départements des Alpes-Maritimes, les Bouches-du-Rhône et le Var.

### Financement détaillé des phases 1 et 2
| Collectivité                                | Etat      | PACA    | Alpes-Maritimes | Bouches-du-Rhône | Var    | Aix-Marseille-Provence | Toulon-Provence-Mediterranée | Nice Côte d'Azur | Dracénie Provence Verdon | Cannes Pays de Lérins | Pays de Grasse | Sophia Antipolis | UE      |
| ------------------------------------------- | --------- | ------- | --------------- | ---------------- | ------ | ---------------------- | ---------------------------- | ---------------- | ------------------------ | --------------------- | -------------- | ---------------- | ------- |
| Répartition globale                         | 40        | 40      | 40              | 40               | 40     | 40                     | 40                           | 40               | 40                       | 40                    | 40             | 40               | 20      |
| Pourcentage (arrondi au centième supérieur) | 40        | 16      | 4,03            | 5,69             | 2,24   | 7,63                   | 1,07                         | 2,15             | 0,18                     | 0,38                  | 0,13           | 0,51             | 20      |
| Montant (milliers d'euros 2022)             | 1 400 000 | 560 000 | 141 050         | 199 150          | 78 400 | 267 050                | 37 450                       | 75 250           | 6 300                    | 13 300                | 4 550          | 17 850           | 700 000 |